# Isabel de Josa
Isabel de Josa y Cardona, född som Isabel d'Orrit i oktober 1490 i Lleida död 5 mars 1564, var en spansk författare.
Hon föddes som medlem av en förmögen familj i Barcelona, och gifte sig 1509 med adelsmannen Guillem Ramon de Josa (död 1517). Hon var känd för sin bildning och har kallats för humanist, latinist, filosof och specialist i Duns Scotus teologi. Tillsammans med ett antal andra förmögna kvinnor i Barcelona, tillhörde hon “las Iñigas,” ett religiöst sällskap av kvinnliga anhängare till jesuiten Ignatius Loyola. Hon assisterade honom i hans studier och brevväxlade med honom i flera år. 
Efter sin makes död gick hon 1539 in i klarissinneorden, och blev så småningom abbedissa. Hon bosatte sig 1553 i Vercelli i Piemonte där hon grundade barnhemmet Santa Maria di Loreto. 
Hon skrev ett verk med namnet Tristis Isabella, som nu är förlorat.